# Trinquet (nàutica)

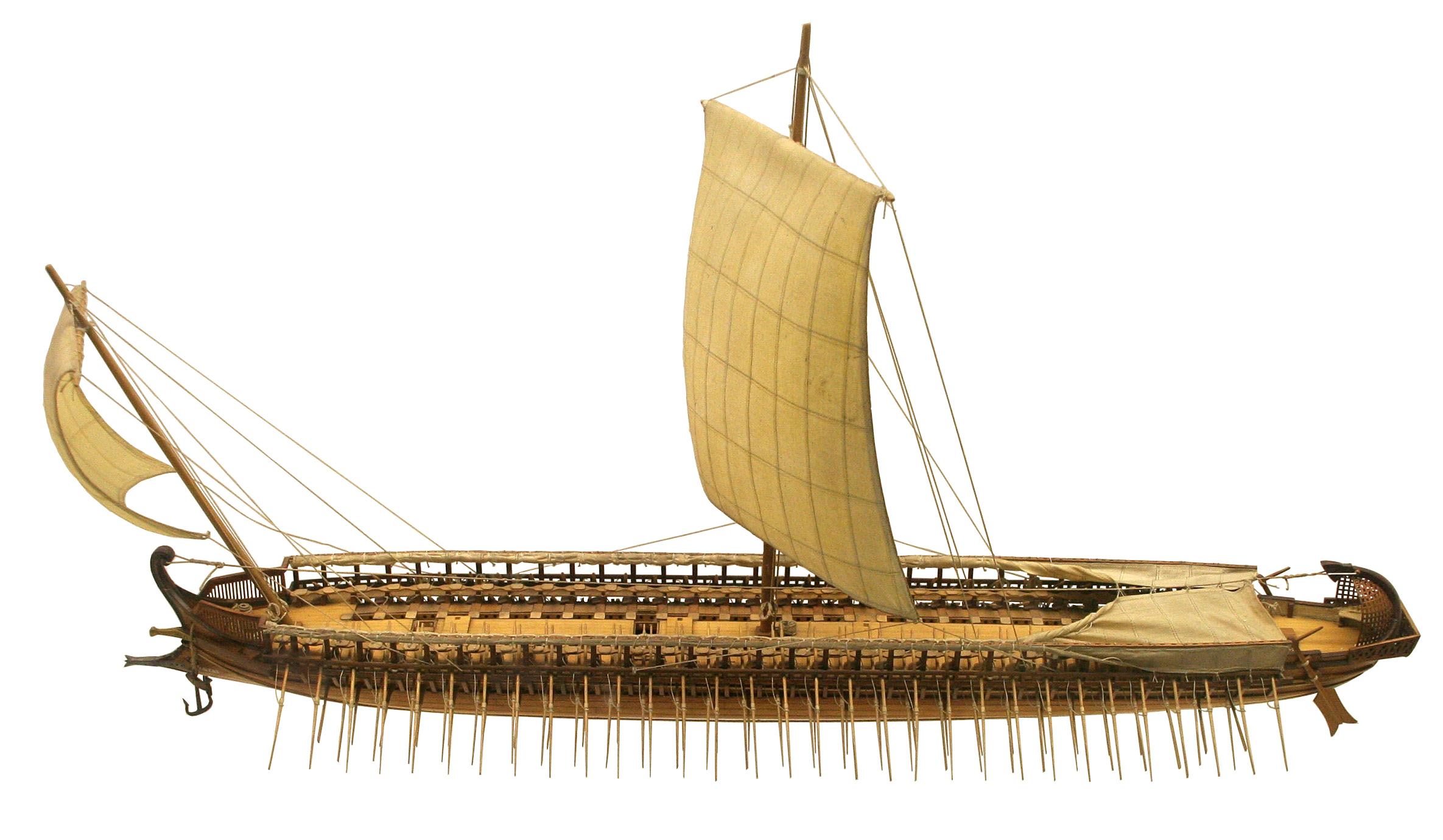
Trirrem grec amb un pal artemon a proa.

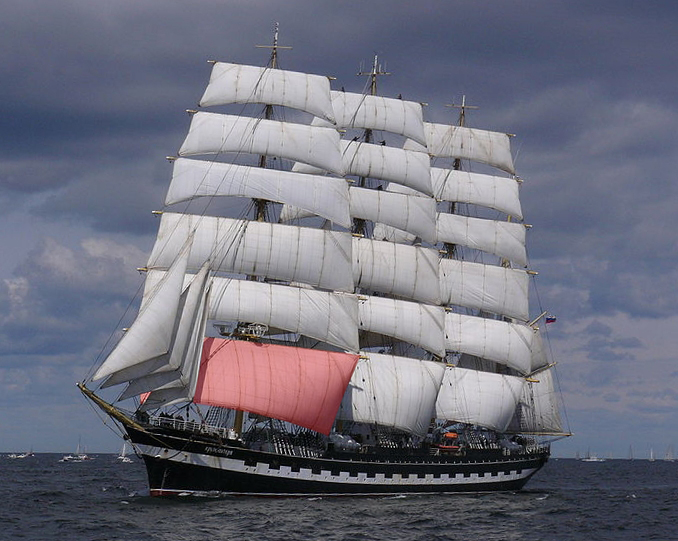
Vela de trinquet en un bricbarca de quatre pals.

En nàutica el trinquet és el pal situat més a la proa, en els vaixells de més d'un pal sempre que sigui més petit que el pal major.
Per extensió, també s'anomena trinquet la verga més baixa del pal trinquet i la vela que conté envergada.

## Història

### Artemon original
Cap a l'any 500 aC, alguns vaixells de vela (mercants o de guerra) començaren a afegir un arbre a proa anomenat artemon. Aquest arbre, considerablement més petit que l'arbre principal, podia hissar una vela quadra, també anomenada artemon.

#### Inclinació
L'observació de les imatges de vaixells antics (pintures, mosaics, baixos relleus…) permet observar una gran inclinació d'aquest pal de proa.

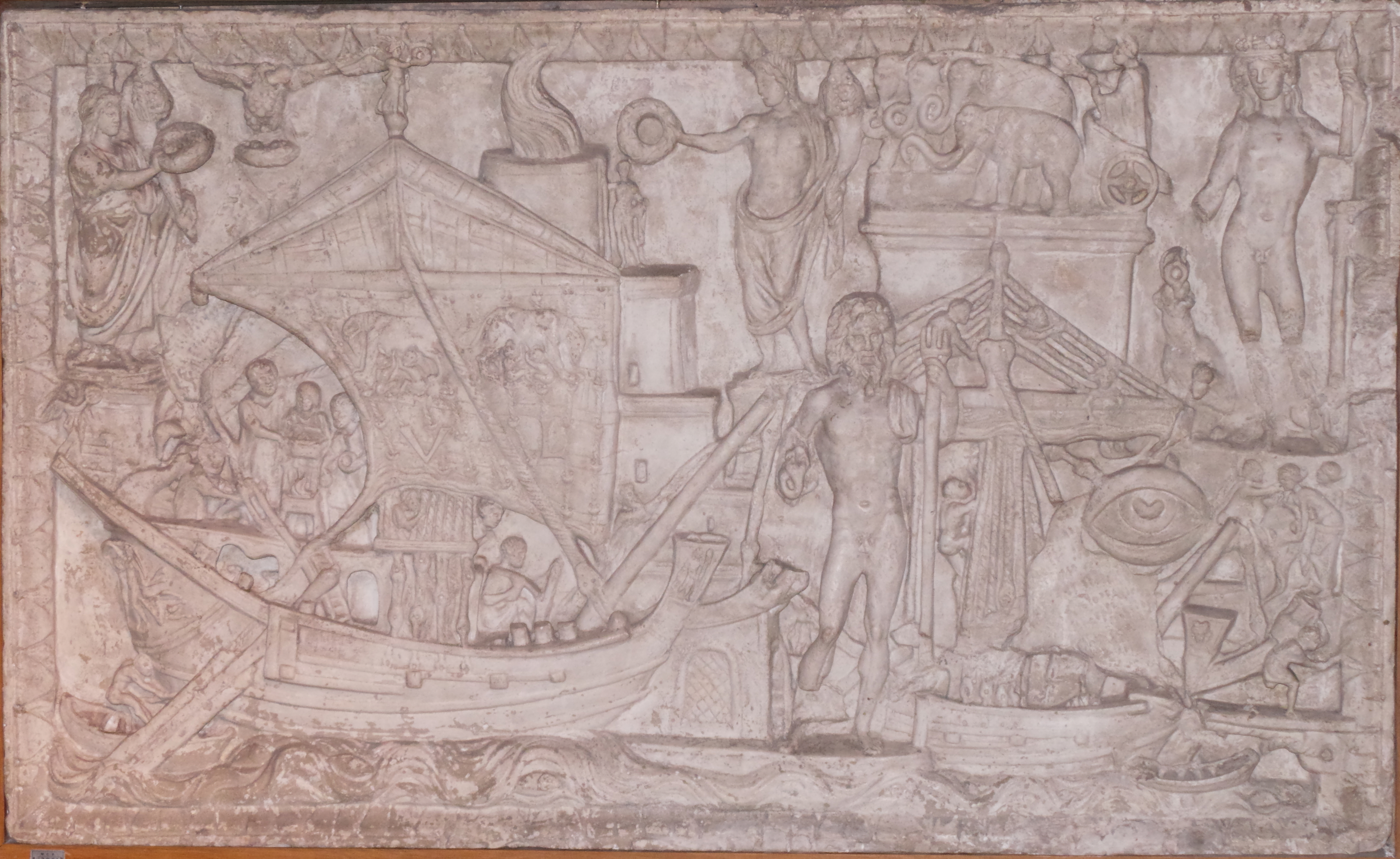
Dos vaixells romans descarregant amb puntals al port d'Ostia.

#### Artemonpuntalde càrrega?

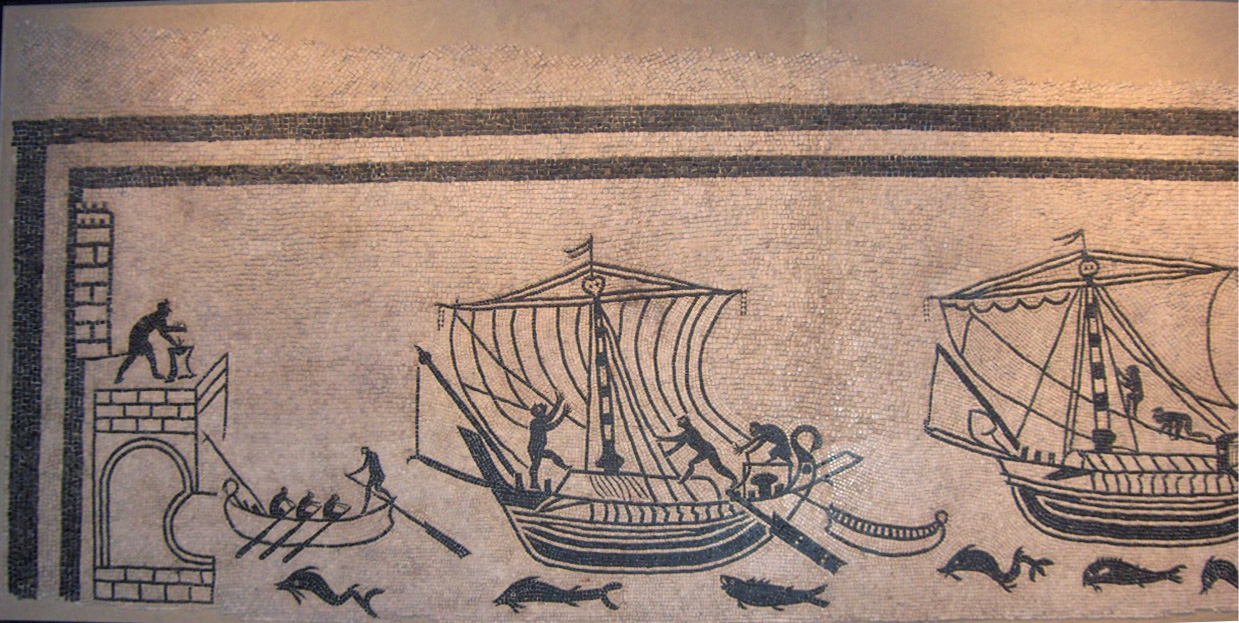
Mosaic amb dues naus mercants romanes.

Marc Vitruvi Pol·lió, en la seva obra De Architectura, parlava de l'artemon com una part d'un giny d'elevació de càrregues.
| « | ... In radice autem machinae collocatur tertia trochlea; eam autem Graeci epagon, nostri artemonem appellant. | » |
| — ... al peu de la màquina hi posen un tercer ternal, que els grecs anomenen epagon i nosaltres artemon..., Vitruvi. Arquitectura. | |   |

#### Artemon: arbre, vela i puntal
La comparació d'algunes imatges i referències literàries indica la doble funció del "artemon", com a arbre de vaixell i com a puntal de càrrega. El nom de la vela deriva del nom del pal.

### Artemon medieval

#### Galeres
Algunes referències medievals al pal anomenat artimó (en qualsevol grafia aproximada) indiquen de forma clara que ja no era el pal de proa sinó el pal principal o mestre d'una galera, o la vela que hom hissava en aquest arbre.

#### Velers medievals
Els vaixells dels tipus coca i nau, disposaven inicialment d'un arbre únic amb una vela quadra.

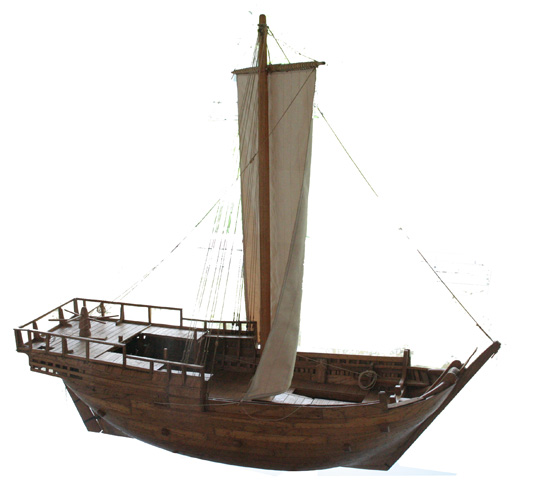
Model d'una coca (Bremer Kogge)
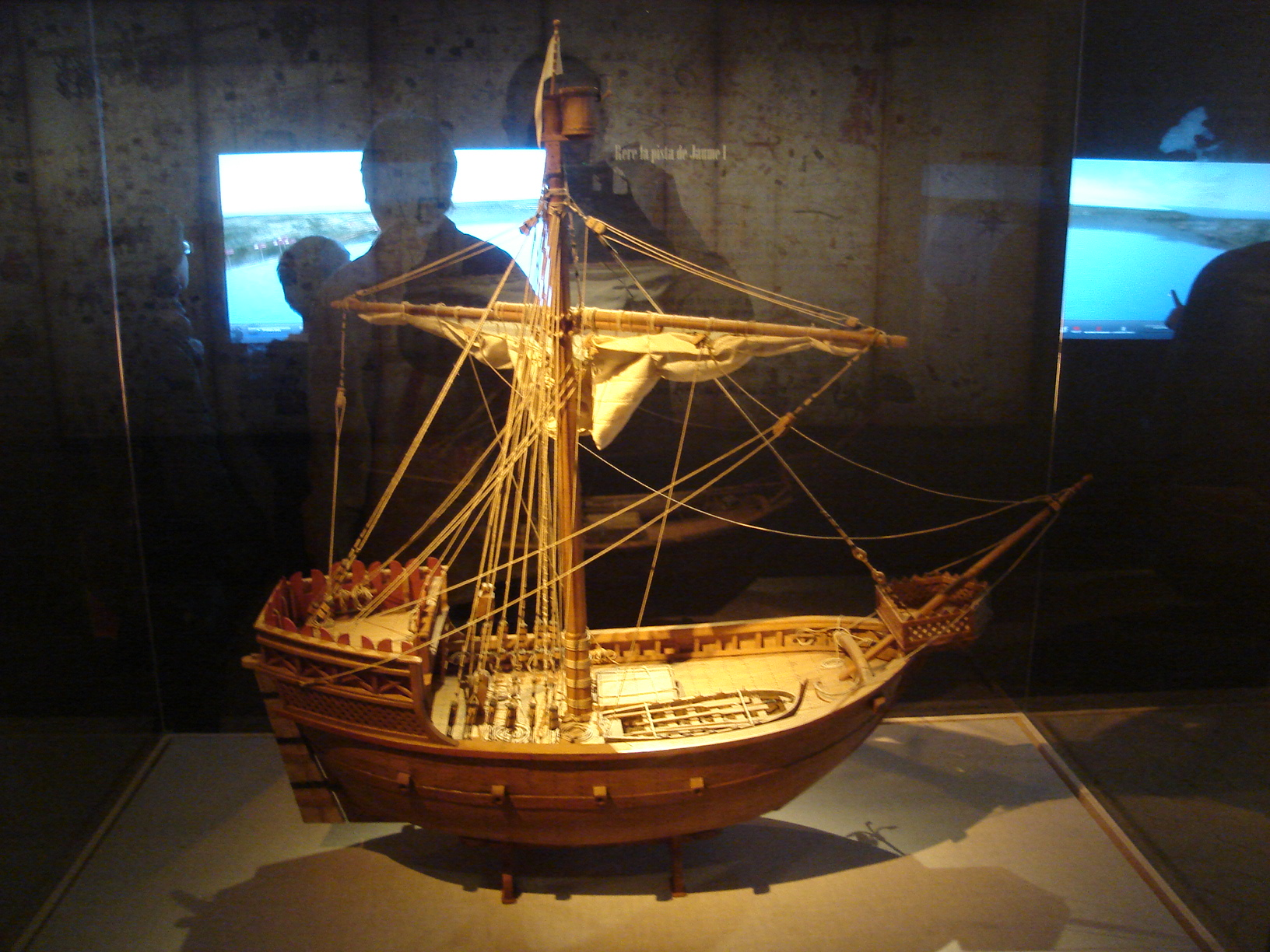
Maqueta d'una coca exposada a l'exposició Jaume I: geografia, fets i memòria. Santes Creus.
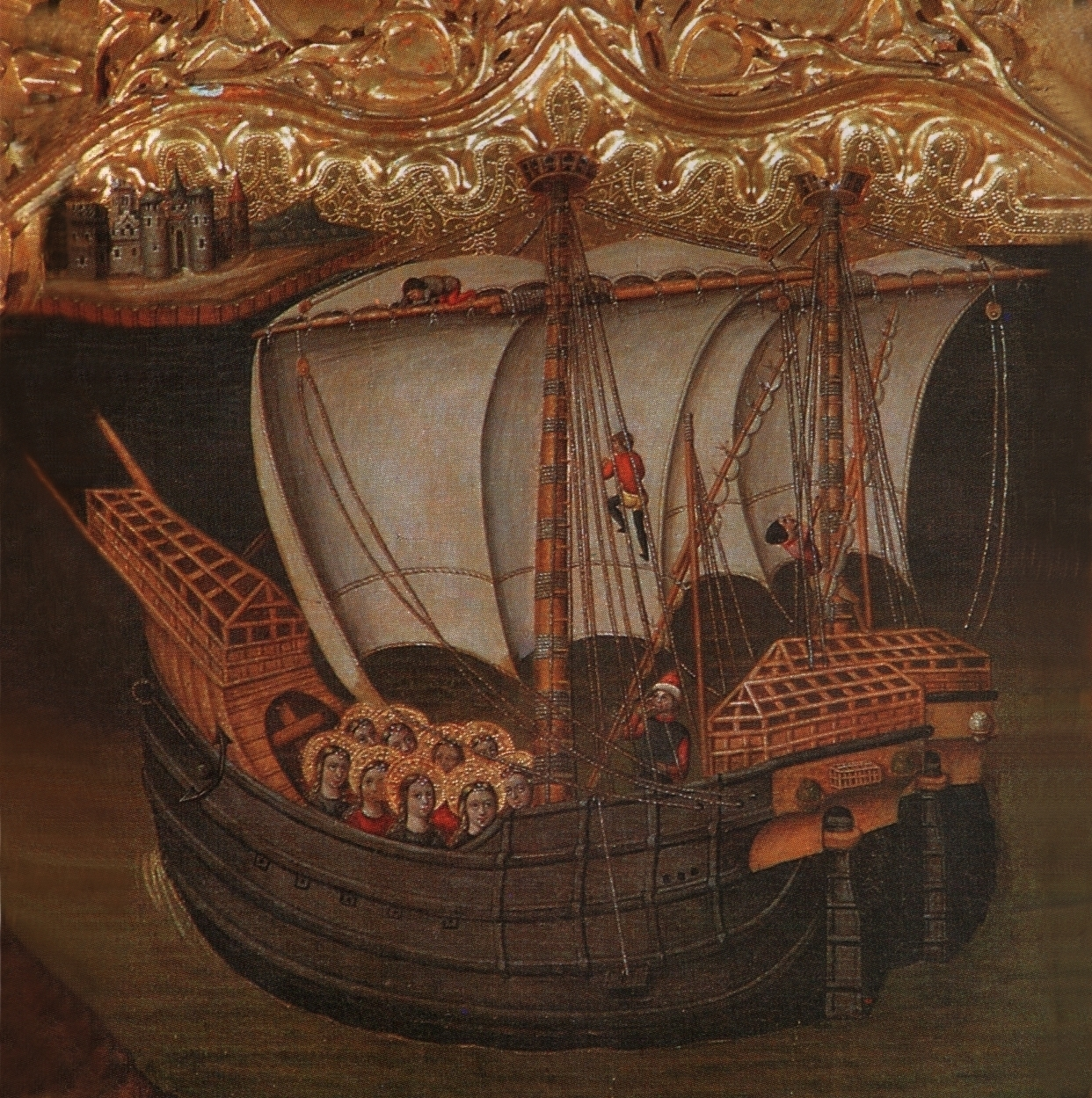
Dues coques catalanes (Detall del  Retaule de santa Úrsula)

- El document més antic que esmenta una coca (vaixell) de dos arbres a la Mediterrània és un contracte de construcció català de l'any 1353.[10][11] Els dos arbres eren: mestre (o major) i mitjana.
- Pel que fa a les naus, el document més antic que en mostra una de tres pals és un dibuix de 1409 en el “Libre d'Ordinacions de l'administrador de les places” de Barcelona.[12] En una nau de tres pals, a més de l'arbre mestre i l'arbre de mitjana, ja hi ha el pal de trinquet a proa.

### Els trinquets fins a l'actualitat
A partir del segle xv els vaixells de vela amb tres pals són freqüents. La terminologia de l'època, un cop establerta, s'ha mantingut fins a l'actualitat.
| Noms dels pals en un vaixell       | A proa               | Al mig            | A popa            |
| ---------------------------------- | -------------------- | ----------------- | ----------------- |
| Català                             | trinquet             | mestre            | mitjana           |
| Castellà                           | trinquete            | mayor             | mesana            |
| Anglès                             | fore-mast            | main-mast         | mizzen-mast       |
| Francès (atenció als falsos amics) | mât de misaine       | grand-mât         | mât d'artimon     |
| Italià                             | albero di trinchetto | albero di maestra | albero di mezzana |

## Documents
- 1389. Arbres d'una galera: llop, artimó i mitjana (lop, artimó, mitjana).[13]
- 1429. Inventari de les veles d'una galera de Peníscola: «lo lop i un artimó i la migana de la galera».[14]
- 1464. Benedetto Cotrugli: “trinchecto”.[15]

| «                                     | ... La vela quatra ch’usano i nelle nave have la maestra, et quattro bonecte, et deve havere dui maestre, la una de respecto, deve havere anchi la vela de la meçana, la vela delo trinchecto, de castel de prova. Lo qual trinchecto serve allo girare della nave et allo oscire dello portu, et anchi quando lo nauchiero vole che la nave faccia pocho cammino, et anchi adiuta andare la nave a l'orça. Et anchi si fa lo trinchecto alla gagia per rispecto chella nave se adiuta ad fare più cammino. Et anchi in nelle navi grosse fanno la meçana in su lo castello de poppe, et queste sonno le vele della nave ... | » |
| — Benedetto Cotrugli. De Navigatione. | |   |

- 1465. "L'abre e antenes del trinquet"[16]
- 1472. Gènova, Archivio di Stato, Archivio Segreto. “Inventarium munitioni navis Barnabi Justiniani :... Item trinchetum velum novium ...“.[17]
- 1484. "Habet etiam prora proprium velum, dictum dalum, quod vulgariter trinketum nominant …"[18]
- 1486. Bernhard von Breydenbach. Peregrinatio Ad Terram Sanctam. “... cum trincheto duntaxat navigavimus...”[19][20]
- 1532. François Rabelais: "trinquet de prora".[21]
- 1548.[22]
- 1553. « Aquesta es la nau de mi, Roco Tomaso di Stefano regoseu, que al primer de dezembre 1553, lo divendres dos hores ans de die, trobant-se en lo golf de lleo li prengue una gran gropada de temps mestrals que li lleva lo trinquet de proa ab lo boupres y Trinquet de gabia qual estigueren dos...”[23]
- 1579.[24]
- 1600.[25]
- 1607. Bartolomeo Crescenzio. Nautica Mediterranea.[26]
- 1614. Pantero Pantera. L'armata nauale.[27]
- 1644. Marin Mersenne[28]
- 1661. En un inventari de la galera Haudancourt, en francès, es mantenia el terme mediterrani tradicional de trinquet.[29]
- 1819. "Ártemon, -ónis: El Artemon, vela grande de la galera".[30]
- 1849. Segons la referència adjunta, per les festes de Nadal els vaixells medievals només navegaven amb la vela del trinquet.[31]